# Медаль Воинской чести
Медаль Военной Чести (нем. Militär-Ehrenzeichen) — военная награда Королевства Пруссия в двух степеней для военнослужащие в звании сержанта и ниже. Учреждена в 1814 году, заменила золотую и серебряную медали «За военные заслуги» (нем. Goldene Militär-Verdienstmedaille и нем. Silberne Militär-Verdienstmedaille соответственно) 1806 года.
По первоначальному статуту для награждения I степенью необходимо было сначало получить II-ю, что очень напоминало требования Общего почётного знака, с которым медаль имела общий дизайн.
Медаль обычно вручалась во время тех войн, за участие в которых не полагалось награждение Железным крестом. В из число входили войны за объединение Германии (революции 1848 года в немецких государствах, Вторая Шлезвигская война 1864 года и Австро-прусская война 1866 года), а также военные конфликты в Германской колониальной империи в 1896—1906 годы. Медалью также могли быть награждены иностранные войска, к примеру, 52 русских солдата за службу в Китае в 1902 году.

## Версия 1814 года

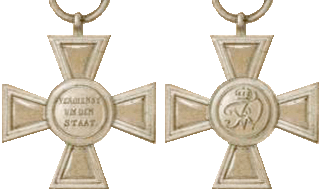
Military Honor Medal, 1st Class 1814

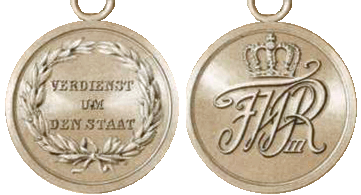
Вторая степень, версия 1814 года

Версия креста и медали 1814 года имела тот же дизайн, что и Общий почётный знак, единственное различие было в цвете ленты (у первого чёрная с белыми полосами, у второго белая с оранжевыми).
I степень представляла собой серебряный крест диаметром 36 мм с медальоном в центре. На аверсе медальона была надпись «VERDIENST UM DEN STAAT» («За заслуги перед государством») в три строки, а на реверсе — вензель Фридриха Вильгельма III — основателя награды. II степень представляла собой круглую серебряную медаль диаметром 39 мм с аналогичной надписью, окружённой лавровым венком на аверсе и с большой вензеле Фридриха Вильгельма III на реверсе.

## Версия 1864 года

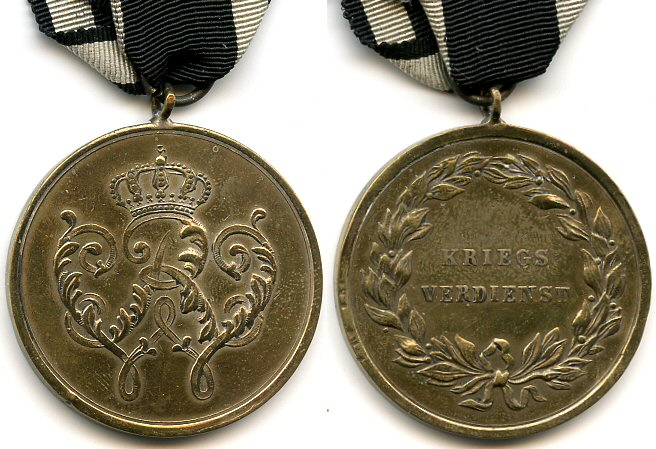
Медаль II степени 1864 года

В 1864 году король Вильгельм I повторно учредил медаль, изменив дизайн креста I степени и медали II степени. Также были изменены критерии награждения: теперь для получения I степени больше не обязательно было иметь медаль II-ой.
Новой крест имел ту же форму, но на аверсе теперь была надпись «KRIEGS VERDIENST» («Военные заслуги») над лавровой ветвью, а на реверсе — вензель Вильгельма I.
У медали на аверсе также появилась «KRIEGS VERDIENST», а на аверсе — вензель Вильгельма.